# Damous
Pour les articles homonymes, voir Damous (homonymie).
Damous (anciennement Dupleix pendant la colonisation française), est une commune de la wilaya de Tipaza en Algérie.

## Géographie

### Situation
Le territoire de la commune de Damous est situé au nord-ouest de la wilaya de Tipaza, à environ 70 km à l'ouest de Tipaza, 50 km à l'ouest de Cherchell et 55 km à l'est de Ténès.
|                                        | Mer Méditerranée |        |
| Beni Haoua (wilaya de Chlef)           | Damous           | Larhat |
| Tacheta Zougagha (wilaya de Aïn Defla) | Beni Milleuk     | Aghbal |

### Routes
La commune de Damous est desservie par plusieurs routes nationales:
- Route nationale 11: RN11 (Route d'Oran).

### Localités de la commune
À sa création, en 1984, la commune de Damous est constituée de sept localités :
- Béni Hatita
- Béni Zioui
- Damous
- Oued Harbil
- Roff
- Reggou
- Remamène
- Douar ikhlifaine

## Histoire
L’origine du village remonte à une période très éloignée. Il fut jadis un comptoir ou un petit port de cabotage phénicien qui s’appelait Cartili avant de devenir l’antique Carcome des Romains.
Le début de la construction du village colonial, Dupleix, date de la fin du XIXe siècle en 1896. Il prend naturellement de l’expansion avec la construction d’une mairie, d’une école de deux classes, d’un lavoir, d’une église, d’un pont traversant l’oued Damous et de la caserne pour la garnison.
En 1896, lors de la colonisation, la ville est nommée Dupleix et fait partie du département d'Alger. Après l'indépendance, elle prend le nom de Damous.

## Toponymie
Damous se traduit en arabe par "planque du chasseur". 